# Estádio 14 de Dezembro
O Estádio Municipal 14 de Dezembro é um estádio de futebol brasileiro, sediado no município de Toledo, no estado do Paraná. Possui capacidade para 7 260 espectadores.

## História
Foi inaugurado em 14 de dezembro de 1967 com o nome de Estádio Ney Braga, porém teve o nome alterado para a data da fundação do município. É o local onde o Toledo manda seus jogos.